# Krzywoszczeć torfowa
Krzywoszczeć torfowa (Campylopus pyriformis (Schultz) Brid.) – gatunek mchu należący do rodziny widłozębowatych (Dicranaceae). Występuje w Europie, Chinach, Indiach, Mongolii, Rosji, Australii i Ameryce Północnej.

## Morfologia
Roślina niewielkich rozmiarów, osiąga 0,5–3,5 cm wysokości. Tworzy gęste kępy koloru żółtawo zielonego do żółtawo brązowego. Łodyga wyprostowana. Liście długości 2–7 mm.

## Ochrona
Gatunek był objęty w Polsce ochroną ścisłą w latach 2004–2014. Od 2014 roku podlega ochronie częściowej.